# Herman Kimpo
Herman Kimpo, né le 22 février 1992 au Congo, est un acteur congolais.

## Biographie
Herman Kimpo est né à Brazzaville dans une famille de quatre enfants. Son père Jacques Robert Kimpo est diplomate, rattaché à l'ambassade du Congo en Égypte, puis à celle de République démocratique du Congo, est tué par balle lors de la guerre civile du Congo-Brazzaville en 1997 ; sa mère Joséphine Bintu Kabuya est décédée un an plus tôt. Orphelin, il grandit auprès de sa sœur ainée. A l’âge de 10 ans, il s'installe à Pointe-Noire où il est scolarisé. Il poursuit ses études à Brazzaville, où il obtient  une licence en déclaration et transit des douanes. Attiré par une carrière artistique, il débute comme chanteur, danseur et mannequin.
En 2016, il fonde avec des amis, l'Académie Club 7 (A.C.7) et suit une formation d'acteur.  
C'est la réalisatrice Divana Cate Radiamick qui lui offre sa première chance au cinéma, dans le film Attente, en 2017. La même année, sa prestation dans le court-métrage Bon ou mauvais usage de la Bible d'Adelbert Matondo, le consacre meilleur acteur au Festival des films congolais de Pointe-Noire.
En 2019, il s'impose dans le paysage du cinéma congolais avec son rôle dans L'esprit du prophète de Rodrigue Ngolo qui lui vaut une nomination dans la catégorie meilleur acteur et le prix meilleur espoir aux trophées d'excellence du cinéma congolais. Il interprète le pasteur dans le film Mayombe Kimpessi de Bastia Ndinga.

## Filmographie

### Cinéma
- 2017 : L'Aveu de Dinel Desouza
- 2017 : Attente (kozela) de Divana Cate Radiamick : Ben Bamous
- 2018 : Grave erreur 2 de Richi Mbebelé (scènes coupées au montage)
- 2019 : L'esprit du prophète de Rodrigue Ngolo : Loli
- 2019 : Wanted de Dinel Desouza : Wadol
- 2019 : Ma Simba de Marcus Malela : agent SIV
- 2021 : Mayombe Kimpessi de Bastia Ndinga : le pasteur
- 2021 : Mon trésor de Rodrigue Ngolo : Merlin
- 2021 : Demirapy, une descente aux enfers de Grâce Tengo : le lieutenant Michel
- 2021 : Coup parfait de Marcus Malela : Parker
- 2022 : Mayouya de Claudia Yoka : la troisième cible

### Courts métrages
- 2017 : Bon ou mauvais usage de la Bible d'Adelbert Matondo
- 2017 : Po na nini ? de Dinel Desouza : le pasteur
- 2020 : La Retombée de Yohann Iwandza : Kevin
- 2020 : Nanithélamio d'Alex Kadi : le directeur
- 2021 : Le Reflet du miroir de Mira Loussi : Fred
- 2022 : Violent d'Albe Diaho : directeur de l'entreprise
- 2023 : Regards d'Ismaëli N’Zoba : intervenant
- 2023 : L’Homme au chapeau de Nekouanodji Eve-Noëlle Djebolo : intervenant
- 2024 : CvVie – de Gildas Dossou : le réalisateur
- 2024 : Glaive mental de Venicy Moundaya : le frère (en tournage)

### Série
- 2021 : Somo[3] d'Albe Diaho

## Prix et nominations
- 2017 : Prix d'interprétation masculine au Festival des films congolais de Pointe-Noire (Congo), pour Bon ou mauvais usage de la bible d'Adelbert Matondo
- 2020 : Nomination pour le Kamba's du meilleur acteur aux trophées d'excellence du cinéma congolais (Congo), pour L'esprit du prophète de Rodrigue Ngolo
- 2020 : Kamba’s de la révélation masculine aux trophées d'excellence du cinéma congolais (Congo), pour L'esprit du prophète de Rodrigue Ngolo
- 2020 : Nomination pour le Kamba’s du meilleur second rôle masculin aux trophées d'excellence du cinéma congolais (Congo), pour Wanted de Dinel Desouza